# Trachyiulus calvus
Trachyiulus calvus är en mångfotingart som beskrevs av Pocock 1893. Trachyiulus calvus ingår i släktet Trachyiulus och familjen Cambalopsidae. Inga underarter finns listade i Catalogue of Life.